# Quassiremus
Quassiremus – rodzaj ryb promieniopłetwych z podrodziny Ophichthinae w obrębie rodziny żmijakowatych (Ophichthidae).

## Rozmieszczenie geograficzne
Do rodzaju należą gatunki występujące w wodach Oceanu Spokojnego i Oceanu Atlantyckiego.

## Morfologia
Długość ciała do 79,5 cm; brak danych dotyczących masy ciała.

## Systematyka
Rodzaj zdefiniowała w 1891 roku para amerykańskich ichtiologów, David Starr Jordan i Bradley Moore Davis, w artykule poświęconym wstępnemu przeglądowi ryb „bezpłetwych” lub węgorzowatych zamieszkujących wody Ameryki i Europy, opublikowanym w raporcie komisarza United States Commission of Fish and Fisheries. Gatunkiem typowym jest (oryginalne oznaczenie) Q. evionthas.

### Etymologia
Quassiremus: łac. quassus ‘wstrząśnięty, złamany, roztrzaskany’, do quatere ‘trząść’; remus ‘wiosło’.

### Podział systematyczny
Do rodzaju należą następujące gatunki:
- Quassiremus ascensionis (Studer, 1889)
- Quassiremus evionthas (Jordan & Bollman, 1890)
- Quassiremus nothochir (Gilbert, 1890)
- Quassiremus polyclitellum Castle, 1996